# Defekt Muzgó (album)
Defekt Muzgó – album zespołu Defekt Muzgó wydany w 1997 przez wytwórnię Silverton. Materiał nagrano w studiu Bartosza Straburzyńskiego we Wrocławiu w sierpniu 1996.

## Lista utworów
| Nr  | Tytuł utworu               | Tekst   | Muzyka    | Długość |
| --- | -------------------------- | ------- | --------- | ------- |
| 1.  | „Ludzie, ptaki, drzewa”    | H. Król | Siwy      |         |
| 2.  | „Czy mnie jeszcze chcesz?” | Siwy    | The Kinks |         |
| 3.  | „Moja Europa”              | H. Król | Ramones   |         |
| 4.  | „Szklana róża”             | H. Król | Siwy      |         |
| 5.  | „Tresura”                  | H. Król | Siwy      |         |
| 6.  | „Obroża”                   | H. Król | Siwy      |         |
| 7.  | „Znasz Lee ten kraj?”      | H. Król | Siwy      |         |
| 8.  | „Księga”                   | H. Król | Siwy      |         |
| 9.  | „Gra”                      | H. Król | Siwy      |         |
| 10. | „Polska”                   | H. Król | Siwy      |         |
| 11. | „Zaklęty krąg”             | H. Król | Siwy      |         |
| 12. | „Dlaczego”                 | H. Król | Siwy      |         |

## Twórcy
- Tomasz „Siwy” Wojnar – gitary, wokal
- Ryszard „Ricardo” Guz – perkusja, gitary
- Jarosław „Jasiu” Kidawa – gitary, programowanie instrumentów, realizacja nagrań

Realizacja
- Bartosz Straburzyński – miksowanie
- Paul Griffith – mastering